# Anopheles auyantepuiensis
Anopheles auyantepuiensis är en tvåvingeart som beskrevs av Ralph E. Harbach och Navarro 1996. Anopheles auyantepuiensis ingår i släktet Anopheles och familjen stickmyggor.
Artens utbredningsområde är Venezuela. Inga underarter finns listade i Catalogue of Life.